# Francis Turville-Petre
Francis Adrian Joseph Turville-Petre (n. 4 martie 1901 – d. 16 august 1941), a fost un antropolog și arheolog britanic, devenit renumit prin descoperirea în anul 1925 a unui fragment din cel dintâi craniu de om preistoric în Palestina - așa numitul Om din Galileea din urmă cu 250 000 ani. Turville-Petre a efectuat primele săpături de explorare a preistoriei în Palestina, în peșterile Zutiye și Amira din Wadi al Amud (Nahal Amud).
Turville-Petre a fost vreme de câțiva ani și un activist pentru drepturile homosexualilor și, de asemenea, un prieten apropiat al scriitorilor Christopher Isherwood, Stephen Spender și Wystan Hugh Auden.

## Copilăria și studiile
Sir Francis Turville-Petre s-a născut la 4 martie 1901 ca fiul cel mai mare dintre cei patru copii al lui Oswald Henry Philip Petre și Margaret Lucy, născută Cave. Oswald Petre era fiul unei cunoscute familii de aristocrați catolici, apropiați, în trecut, de ordinul iezuiților, și rudă apropiată a vechii familii normande Turville care venise în Anglia odată cu William Cuceritorul și care își trăgea numele din localitatea Turville-la-Campagne (Eure) din Franța. Oswald Petre și-a adăugat numele Turville atunci când a moștenit casa din Bosworth, după ce capul acestei familii murise fără urmași. Un alt copil al său a fost Gabriel Turville-Petre, renumit lingvist specialist în cultura islandeză și în limbile vechi scandinavice. În 1907 familia s-a mutat la căminul strămoșesc al familiei de la Bosworth Hall, Husbands Bosworth, Leicestershire. 
Francis Turville-Petre s-a înscris la Colegiul Exeter de la Universitatea Oxford, unde a studiat antropologia fizică și antropologie culturală cu Robert Ranulph Garrett. A absolvit cu un certificat în antropologia fizică în anul 1922 și cu o diplomă în anul 1924.

## Activitatea științifică

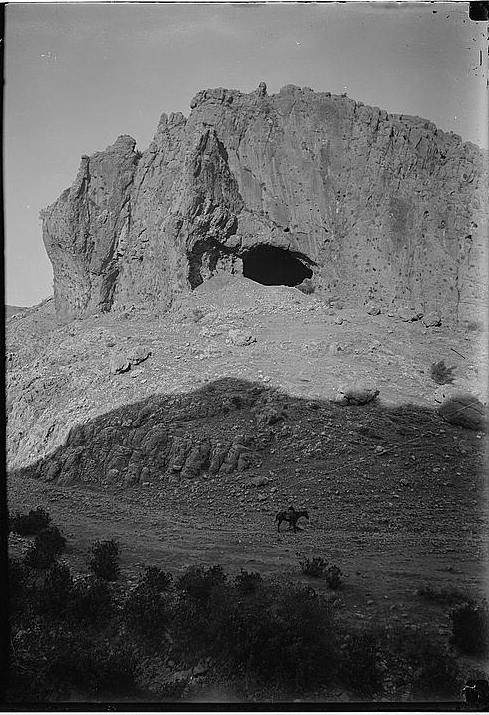
Peștera Zutiye, fotografiată dinspre nord în jurul anului 1900, locul unde Turville-Petre a descoperit vestigii ale Omului galileean

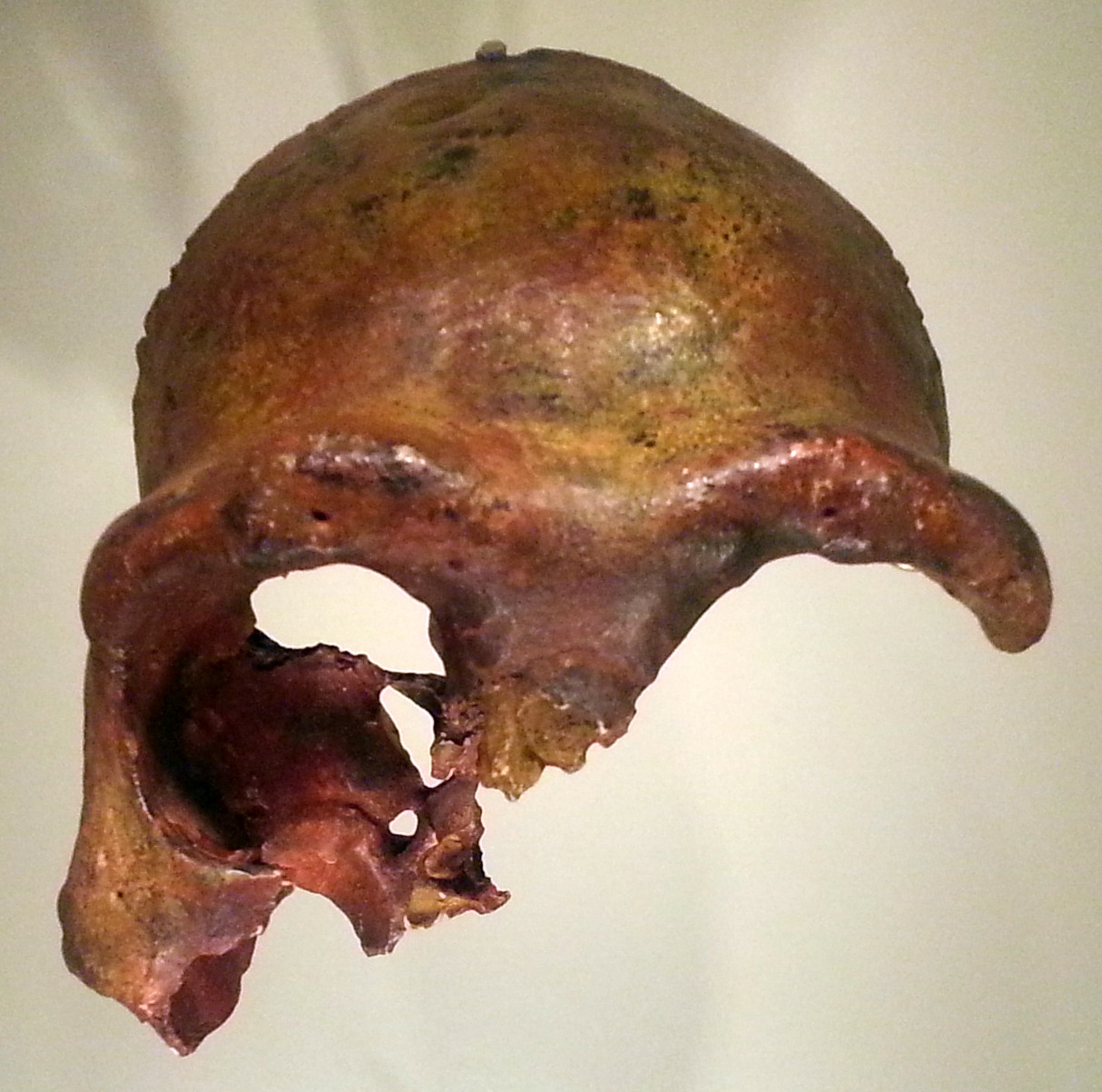
Craniul Omului din Galileea, copie de la Muzeul Israel din Ierusalim. Originalul se află la Muzeul Rockefeller din Ierualim.

După încheierea studiilor la Oxford a plecat în Palestina, aflată atunci sub regimul mandatului britanic, și a studiat la Școala arheologică britanică din Ierusalim.
În anul 1925 s-a alăturat profesorului John Garstang, directorul Școlii amintite, precum și director al Serviciului Antichităților din Palestina mandatară, și a întreprins excavații în două din peșterile de pe cursul inferior al Wadi al Amud (ebr. Nahal Amud - Părîul stâlpului): Magharet ez Zuttiye 
(Peștera hoțului. de atunci cunoscută și ca „Peștera craniului” ) și Magharet al Amirah (Peștera prințesei) în Galileea Superioară, în apropierea Lacului Tiberiada (Kineret). În cea dintâi, pe care a explorat-o în colaborare cu Charlotte Baynes, el a descoperit resturi craniale frontale ale unui om preistoric de acum 250,000 ani, cunoscut de atunci ca Omul galileean sau Craniul galileean. Aceasta s-a interpretat în vremea sa ca   demonstrarea pentru prima dată a existenței Omului de Neanderthal în Asia. Ulterior fragmentul frontofacial descoperit de Turville-Petre a fost atribuit de cercetători unui tip tardiv de Homo Erectus, asemănător cu "Omul de Pekin", identificat la Zhukutien, în China, sau cu o formă timpurie de „om modern”(Homo Sapiens) de genul Omului de Heidelberg (Homo heidelbergensis)
Paleontoloaga Dorothea Bate a identificat în fosilele din aceeași grotă și bogata faună care trăia în perioada paleolitică respectivă în nordul Palestinei, incluzând rinoceri, hipopotami, urși bruni arctos, gazele etc. 
De asemenea, împreună cu o ilustră colegă, arheoloaga Dorothy Garrod, elevă și ea a lui Garrett la Oxford, Turville-Petre a plecat în octombrie -decembrie 1928 în regiunea Suleimaniye din Kurdistanul irakian și a luat parte la săpăturile de la peșterile de la Zarzi și Hazar Merd. În anii 1929-1930 el a excavat câțiva dolmeni din Ramat Korazim.
În 1931, întors din Berlin, la invitația lui Garrod, el a efectuat vreme de trei luni primele săpături la grota Al Kebara (Ramat Hanadiv) de pe versantul sud-vestic al Muntelui Carmel, lângă localitatea Zikhron Ya'aqov, unde a descris resturile unei culturi numite mai apoi de catre Garrod Kabarană (20,000-12,500 î.H) cu însușiri de trecere de la paleoliticul târziu la mezolitic, sau cum se spune in prezent, epipaleolitic. Perioada kabarană este considerată drept o primă fază a Epipaleoliticului, precedând cea Natufiană.

Rezultatele săpăturilor pe care le-a efectuat la Kebara au fost publicate postum de către Dorothy Garrod.

## Viața la Berlin. Discipol al lui Magnus Hirschfeld
În anul 1928 Francis Turville-Petre s-a mutat la Berlin și a activat și locuit la Institutul de Cercetări Sexuale al dr-ului Magnus Hirschfeld. De asemenea, a fost membru activ al Comitetului Umanitar Științific care lupta pentru abolirea legilor contra homosexualilor și
pentru schimbarea opiniei de masă față de homosexualitate, și a luat parte în anul 1928 la Congresul de la Copenhaga al Ligii Mondiale pentru Reforma sexuală (fondată, de asemenea, de către dr Hirschfeld). Turville-Petre era homosexual declarat și i-a introdus pe prietenii săi, scriitorii Isherwood și Auden în viața de noapte și în cercurile homosexualilor din capitala germană. În 1931, având, însă, sănătatea păgubită de excesul de alcool și droguri, și mai ales de sifilis
,el a părăsit Berlinul, după o cură de tratament, și s-a instalat în Grecia pe mica insulă Aghios Nikolaos, lângă insula Evvia (Eubea), pe care a închiriat-o . Acolo a primit vizite ale lui Christopher Isherwood (în 1933)
și Stephen Spender (în 1936).
Cunoscut sub porecla Fronny, Francis Turville-Petre a inspirat personajul principal al unei piese pierdute a lui Auden,«The Fronny» (1930), și parțial - personajul central al unei alte piese, comune, a lui Isherwood și Auden, The Dog Beneath the Skin, din 1935.
În 1959 amintiri ale vizitei la Turville-Petre în Aghios Nikolaos, au stat la baza unei alte creații a lui Isherwood, Down There on a Visit, în care apare un personaj numit Ambrose, regele nebun al unei insulițe  grecești.
În timpul celui de-al doilea război mondial, în anul 1940, Turville-Petre a fost evacuat din Grecia de o navă militară britanică și transportat în Egipt.
Francis Turville-Petre a murit la Cairo în Egipt în anul 1941 la vârsta de 40 ani.

## Scrieri
- Francis A J Turville-Petre; Dorothea M A Bate; Charlotte Baynes; Arthur Keith Researches in Prehistoric Galilee, 1925-1926 London, Council of the British School of Archaeology in Jerusalem, 1927
- "Excavations in the Mugharet el-Kebarah"  Journal of the Royal Anthropological Institute of Great Britain and Ireland  62, 271-276, 1932
- "Excavations at the Cave Mugharet-el-Kebarah, near Zichron Jakob, Palestine" Man 32(20), 15, 1932